# Tuva
Republika Tuva (ruski: Респу́блика Тыва́, tuvanski: Тыва Республика) je republika u Ruskoj Federaciji.
U međunarodnom nazivlju, na engleskom se nazivala kao Respublika Tyva, a kasnije, nakon 1993. službeno ime je Tyva Republic.

## Zemljopis
Tuva se nalazi na krajnjem sibirskom jugu. Istočni dio Tuve je šumovit i gorski, a zapad čine suhe nizine.
- Površina: 170.500 četvornih kilometara
- Granice:
  - unutarnje: Hakasija (SZ/S), Krasnojarski kraj (S), Irkutska oblast (S/SI), Burjatija (I), Altaj (SZ/Z)
  - međunarodne: Mongolija (J) (dužina granične crte: 1.305 km
- Najviša točka: Mongun-Tajga) (3.970 m)
- Najveći raspon sjever-jug: 450 km.
- Najveći raspon istok-zapad: preko 700 km.

### Rijeke
U Tuvi we nalazi preko 8 tisuca rijeka. U ovo ulaze gornji tokovi rijeke Jeniseja. Većina tuvanskih rijeka su pritoke Jenisej. Cesto su izvori mineralnih voda.
U veće rijeke spadaju:
- Boljšoj Jenisej (zvan i kao Biy-Khem ili Bii-Khem)
- Kantegir
- Hemčik
- Malij Jenisej (zvan i kao Ka-Khem i Kaa-Khem)
- Gornji Jenisej (zvan i kao Ulug-Khem)

### Jezera
U Tubing su brojna jezera, od kojih su mnoga ledenjačka i slana.
Najveća jezera su:
- Azas (100 km²)&mdash - najveće
- Uvs Nuur - dio je u Mongoliji; spada u svjetsku baštinu (UNESCO)
- Kadiš
- Mani-Hol
- Todža

### Planine
Područje na istoku je dosta brdovito/gorovito, otprilike 600 m visoko, a okružuju ga gorja Sajan i Tannu-Ola. Brda i planine čine 80% ozemlja Tuve. Mongun-Tajga (3.970 m) je najviši vrh u Sibiru.

### Rudna bogatstva
Glavna rudna bogatstva su ugljen, željezna ruda, zlato i ine rude.

### Klima
- Prosječna godišnja temperatura: nema podataka
- Prosječna siječanjska temperatura: −32°C
- Prosječna srpanjska temperatura: +18°C
- Prosjek godišnjih padalina: 150 mm (nizine) do 1.000 mm (u gorjima)

## Povijest
Povijesnu pokrajinu Tannu Uriankhai, čiji je dio i Tuva, su kontrolirali Mongoli od 13. stoljeća do 18. stoljeća. 
Od 1757. do 1911. je bila pod kineskom vlasti, odnosno pod vlašću "mandžurske" dinastije Qing. 
Tijekom 19. stoljeća počinje rusko naseljavanje u Tuvi, koje je polučilo na koncu i kinesko-ruski sporazum iz 1860. godine, kojim je Kina dopustila Rusima naseljavanje, omogućujući im živjeti u brodicama i šatorima .
Rusima se 1881. dopustilo živjeti u "postojanim" nastambama. Dotad se uspostavila velika ruska zajednica, čije je poslove vodio državni službenik u Rusiji. Valja napomenuti da su ti isti službenici rješavali sporove i regulirale odnose s tuvanskim poglavarima. Ruski interesi u Tuvi su se nastavili i u 20. stoljeću.
Za vrijeme ustanka u Wuchangu 1911. u Kini, carska Rusija je pomogla separatistički pokret među Tuvancima.
Ruski car Nikola II Romanov je zapovjedio svojim postrojbama ulazak u Tuvu 1912., jer su ruski naseljenici bili napadnuti. Tuva je nominalno postala nezavisna, prije nego što je postala ruskim protektoratom 1914. godine.
Ovo su zatražili i brojni prominentni Tuvanci, uključujući i samog Visokog Lamu, iako je moguće da su zapravo se ponašali zbog prisile od strane ruskih vojnika.
Uspostavljen je glavni grad, imenom Belocark. U međuvremenu, Mongolija je 1911. postala nezavisnom, doduše pod ruskom zaštitom.
Nakon ruske revolucije iz 1917. godine, boljševičke snage su zauzele Tuvu u siječnju 1920., a glavni grad Belocark su preimenovali u Kyzyl (u prijevodu: "crveni").
14. kolovoza 1921. boljševici, poduprti iz Rusije, su uspostavili Tuvansku Narodnu Republiku, popularno zvanu Tannu-Tuva.
SSSR je pripojio Tuvu 1944., očigledno uz odobrenje tuvanskog Malog Hurala (skupštine), iako nije bilo svetuvanskog glasovanja o ovom pitanju.
Solčaku Toci, vođi tuvanskih komunista se dala dužnost Prvog tajnika Tuvanske komunističke stranke i de facto tuvanskog vladara. 
Tuva je postala autonomnom oblašću i kasnije ASSR-om 10. listopada 1961. Tokinu vlast je obilježio usredotočeni napor uvođenja kolektivizacije i uništenja tuvanske kulture, pogotovu one religijske naravi. Solčak Toka je umro 1973. godine.
U veljači 1990. je osnovan Tuvanski demokratski pokret. Utemeljitelj mu je bio Kaadyr-ool Bicheldei, filolog na Kizilskom sveučilištu. Stranka je imala za glavni cilj stvaranje radnih mjesta i stanogradnju, dviju stvari čega je bilo najmanje u Tuvi, kao i poboljšanje statusa tuvanskog jezika i kulture. Kasnije, tijekom godine, uslijedio je val napada usmjeren protiv brojne ruske zajednice u Tuvi; ishod je bio 88 mrtvih. Moralo se pozvati ruske postrojbe. Brojni Rusi su onda iselili iz ove republike. 
Tuva je bila potpisnikom sporazuma kojim je stvorena Ruska Federacija. Sporazum je potpisan 31. ožujka 1992. Novi ustav tuvanske republike je sastavljen 22. listopada 1993.
Ovim činom je stvorena skupština od 32 člana (Visoki Hural) i Veliki Hural, koji je odgovoran za inozemne poslove, skrbeći se za to da se tuvanskim zakonima daje prednost i bilo koje promjene u ustavu.
Ustave također dopušta mogućnost referenduma, ako Tuva uzme u obzir biti nezavisnom. Ovaj ustav je prošao sa 62,2% Tuvanaca na referendumu od 12. prosinca 1993. U isto vrijeme, Tuva je malo promijenila službeno ime - od oblika Tuva (Тува) u Tyva (Тыва).
NR Kina nikad nije priznala ruska zahtijevanja; zemljovidi izrađeni u Tajvanu su često uključivali Tuvu (skupa s Vanjskom Mongolijom) kao dio Kine. Ovo zahtijevanje, kao i tajvanski zahtjev za cijelom kontinentalnom Kinom je bilo uvelike ignorirano od početka 1990-ih.

## Politika
Na čelu tuvanske vlade je predsjednik Vlade, kojeg se izabire na rok od četiri godine. U 2005. godini, predsjednik Vlade je Sherig-ool Oorzhak, koji je bio već prije ponovno izabran 17. ožujka 2002. godine. 
Tuvansko zakonodavno tijelo Veliki Hural, ima 162 zastupnička mjesta, a svaki zastupnik se bira na razdoblje od četiri godine. 
Ustav republike Tuve je prihvaćen 23. listopada 1993. godine.

## Prijevoz
Auto-ceste i cestovna mreža:
Željeznička mreža i čvorišta:
Riječni i jezerski prijevoz:
Zračne veze, zračne luke:

## Gospodarstvo
Tuva ima razvijeno rudarstvo (ugljen, kobalt, zlato i dr.). Prehrambena, drvna i metaloprerađivačka industrija također su dobro razvijene. Glavnina industrijske proizvodnje okupljena je u glavnome gradu Kizilu i u Ak-Dovuraku.

## Kultura
Tuvanci su poznati po pjevanju iz vrata .
Hureš, tuvansko hrvanje, je vrlo omiljen šport. Natjecanja se održavaju na godišnjem festivalu Naadymu kod Tos-Bulaka.

### Vjera
Tuvinci su većinom budisti, u kombinaciji s raširenim šamanizmom.
Postoje problemi s vjerskim slobodama za kršćane i muslimane, prema skupinama za ljudska prava. 
Tuvinci imaju nadprosječnu zaraženost sifilisom. Prema "Moscow Times"-u, 2,5% stanovništva je zaraženo ovom bolešću. Za ovo se okrivljava tuvansko šamanističko vjerovanje, prema kojem je žena plodnija ako je imala velik broj spolnih partnera prije braka.

## Obrazovanje
Najvažnije visokoobrazovne ustanove u Tuvi su Tuvansko državno sveučilište i Tuvanski institut za humanitarno istraživanje. Oba se nalaze u glavnom gradu Kizilu.

## Stanovništvo
Prema popisu stanovnika iz 2002. godine, Tuvanaca (nom.mn. Tuvanci), koji su turkijski narod, ima 235.313, odnosno 77% stanovništva. Ostatak, mahom u gradskim područjima čine stanovnici koji se smatraju etničkim Rusima, a ima ih 61.442 ili 20.1%. Sve skupa, 101 različita narodnosna skupina živi u Tuvi, od kojih samo još dvije nadilaze brojnost od tisuću, Komiji, kojih je 1.404, te Hakasi) kojih je 1.219.
Službeni jezici u Republici Tuvi su tuvanski i ruski.
- Popis poznatih Tuvanaca

- Broj stanovnika: 305.510 (2002)
  - gradsko: 157.299 (51.5%)
  - seosko: 148.211 (48.5%)
  - muških: 144.961 (47,4%)
  - žena: 160.549 (52.6%)
- Broj žena na tisuću muškaraca: 1.108
- Prosječna dob: 25,5 godina
  - gradska: 26,4 godina
  - seoska: 24,5 godina
  - muških: 25,2 godina
  - žena: 27,6 godina
- Broj domaćinstava: 82.882 (299.510 ljudi)
  - gradskih: 47.073 (152.542 čovjeka)
  - seoskih: 35.809 (146.968 ljudi)
- Prosječna očekivana dob: nema podataka

## Razno
- 1920-ih i 1930-ih, u Tuvi su izdane poštanske marke. Brojni filatelisti, uključujući slavnog fizičara Richarda Feynmana, su bili zadivljeni dalekom, tajnom obavijenom zemljom Tuvom zahvaljujući ovim poštanskim markama. Marke su izdane uglavnom tijekom kratkog razdoblja tuvanske neovisnosti.
- Tuva se pojavljuje u nagrađenom dokumentarcu Džingis Blues (engleski: Genghis Blues).
- Sergej Šojgu, ruski ministar za hitnosti, je Tuvanac
- Prema nedavnoj studiji Ilje Zaharova, ravnatelja moskovskog Vavilovljeva instituta za opću genetiku, Tuvanci su genetski najbliže u svezi s američkim Indijancima kao što su Eskimi, Navahi i Apači, više nego ikoja koja druga etnička skupina.

## Vanjske poveznice
- Službene stranice - na ruskome  Arhivirana inačica izvorne stranice od 12. veljače 2014. (Wayback Machine)
- Tuva Discussion Group na Yahoo! Groups  Arhivirana inačica izvorne stranice od 9. veljače 2005. (Wayback Machine)
- Tuvanski prijatelji  Arhivirana inačica izvorne stranice od 1. studenoga 2005. (Wayback Machine) (na engleskom)
- Tuvanske poštanske marke iz 1920-ih i 1930-ih Arhivirana inačica izvorne stranice od 28. travnja 2012. (Wayback Machine) (na engleskom)
- Džingis Blues, službena stranica o dokumentarcu (na engleskom)
- Animirane prezentacije Tuve (na engleskom)
- Tuvanske poštanske marke  Arhivirana inačica izvorne stranice od 29. kolovoza 2005. (Wayback Machine) (na engleskom, japanskom, esperantu i ruskome)